# Metro w Lahaurze
Metro w Lahaurze – proponowany system metra w Lahaurze, drugim pod względem wielkości mieście w Pakistanie. System miałby składać się z 4 linii, a jego budowa przewidziana jest na rok 2012. Minister transportu Pendżabu stwierdził, że rząd zaproponował opłatę od 10 do 22 pakistańskich rupii. Metro Lahore ma obsługiwać średnio 640.000 pasażerów dziennie, gdy Zielona Linia zostanie ukończona. Otwarte 25 października 2020 roku.